# Svensk biblioteksdebatt
Denna artikel behandlar den svenska biblioteksdebatten, framförallt från 1800-talet fram till idag. Föreställningarna om bibliotekens roll i samhället har varierat under olika epoker. Traditionellt har biblioteken setts som en allmännyttig verksamhet vars primära uppgift är att tillhandahålla litteratur utan kostnad. De senaste decenniernas snabba utveckling av datorer och internet har emellertid påverkat biblioteken och biblioteksdebatten i hög grad. Detta har bland annat medfört att frågor om hur den traditionella verksamheten skall kunna utvecklas i den multimediala konkurrensen kommit i förgrunden. En sida av biblioteksdebatten handlar således om internet och teknik, allt från e-böcker till digitala klyftor. Andra teman är bibliotek och läsande, bibliotek och demokrati samt bibliotek och ekonomi. Frågan om hur dagens och framtidens bibliotek kan och bör se ut är en pågående diskussion, i Sverige liksom i andra länder. Det är en diskussion där de politiska partierna deltar, liksom författare, förlag, organisationer och förstås personer från biblioteksvärlden. En framträdande organisation i debatten är Svensk biblioteksförening. 

## Historik

### 1800-talet
I 1842 års folkskolestadga fanns en uttrycklig uppmaning till socknarna att inrätta bibliotek. Motivet som gavs var att biblioteken skulle underhålla de kunskaper som skolan gav samt för att främja en kristen bildning.

### 1900-talet

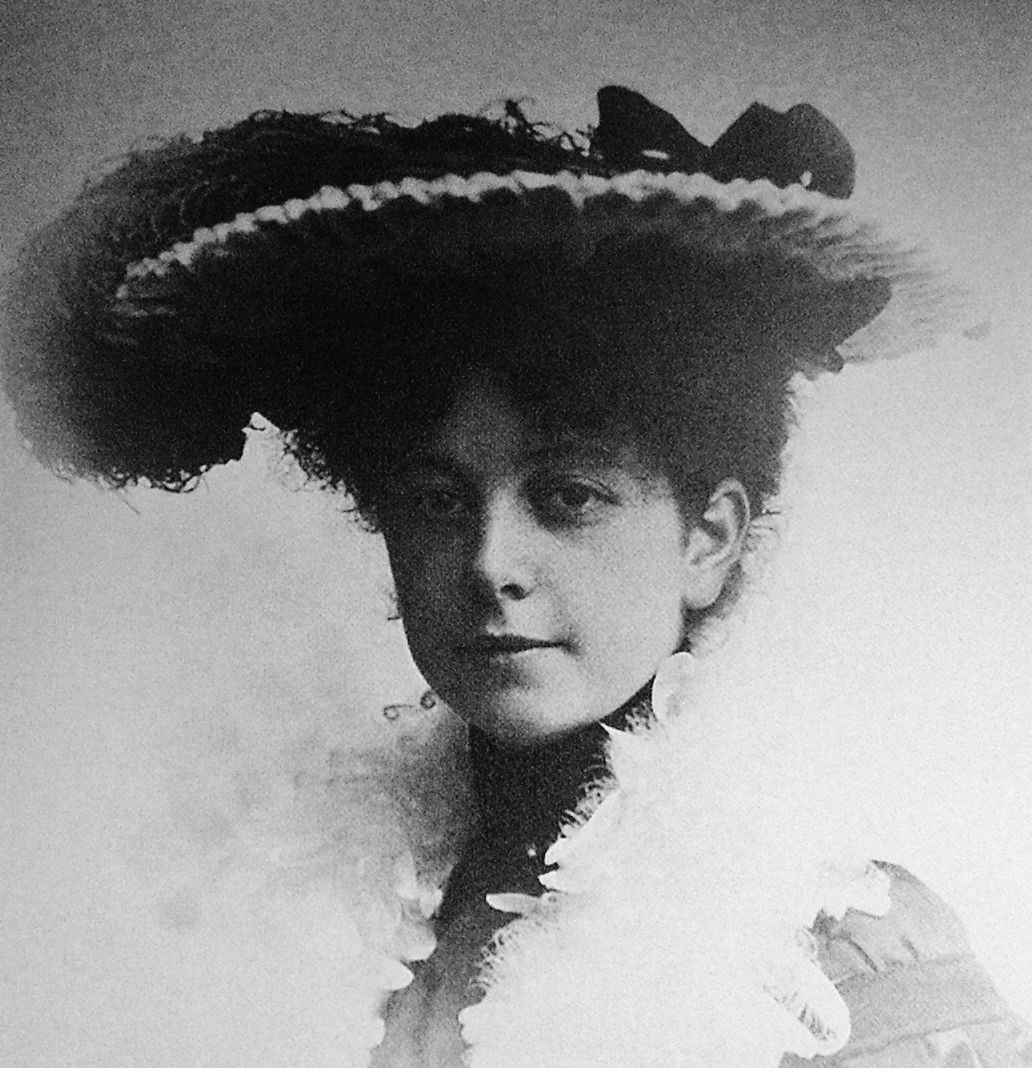
Valfrid Palmgren, svensk bibliotekarie och debattör, 1905

Framträdande biblioteksförespråkare under 1900-talets inledning, såsom Valfrid Palmgren och Fredrik Hjelmqvist, menade att ett av bibliotekens främsta samhällsuppgifter var den folkbildande funktionen. Den folkuppfostran och bildning som biblioteken främjade ansågs också bidra till formandet av dugliga och samhällsanpassade medborgare. Palmgren pläderade särskilt för att svenska bibliotek skall vara öppna för alla, att lånen skall vara gratis och att varje stad skulle ha ett välutrustat bibliotek. Dock var hon kritisk till de läsrum eller "fattigmansbibliotek" som fanns vid den tiden, inrättningar som hon såg som förödmjukande. Hon vände sig också mot att finansieringen till läsrummen i Göteborg kom från alkoholförsäljning. Förankringen i ett starkt folkbildningsideal, som Palmgren och Hjelmqvist la grunden till, kan sägas ha präglat folkbiblioteken i hög grad åtminstone till mitten av seklet. 
Under 1960-talet kombinerades detta med att allt större vikt lades vid biblioteken som en kulturförmedlande institution. Vänstervindarna och motståndet mot auktoriteter under 1960- och 1970-talet, som var starka strömningar i hela västvärlden, påverkade också biblioteksvärlden. I Sverige manifesterade detta sig bland annat i grundandet av biblioteksföreningen Bibliotek i samhälle (BiS) 1969, vilka i sin programförklaring beskrev sig stå på en socialistisk grund och att de önskade utgöra ett "radikalt alternativ till Sveriges allmänna biblioteksförening (SAB)".
Under 1980-talet fick debatten en ny inriktning med fokus på flexibilitet och kundanpassning.

### 2000-talet
1990-talets diskussioner om det digitala biblioteket har fortsatt in på 2000-talet. Därtill har folkbiblioteken under 2010-talet blivit föremål för flera debatter kring stök, urval och gallring kopplat till värderingar, rasism och yttrandefrihet.

## Ämnesspecifika debatter

### Debatten om digitala bibliotek
Digitala bibliotek har definierats som "en institution som tillgängliggör digitala material för sin målgrupp".

### Debatten om e-böcker
Utlåningen av e-böcker på Sveriges folkbibliotek ökade långsamt i Sverige under 2000-talets första decennium, men 2011 ökade plötsligt utlåningen markant, till stor del tack vare boken ”Jag är Zlatan Ibrahimović”. Detta uppmärksammades i media och en debatt uppstod kring e-böckerna. Debatten fördes bland annat på dagstidningarnas kultursidor och i bibliotekspressen och kretsade till stor del kring det avtal som företaget Elib har med de svenska folkbiblioteken. Skribenterna från bibliotekshållet framhöll att e-boksavtalet innebär ekonomisk osäkerhet för biblioteket och att avtalet måste ändras. Både från bibliotekshåll och förlagshåll betonades att upphovsmännen måste få betalt, men med lite olika betoningar.

### Debatten om stök
I maj 2015 skrev journalisten Paulina Neuding en krönika i Svenska dagbladet om hur bibliotek i bland annat Stockholm tvingats anpassa öppettider och tillkalla väktare med anledning av stök och bråk. Stockholms dåvarande stadsbibliotekarie Katti Hoflin svarade i en kommentar men anklagades fort för att bagatellisera problemet. Dåvarande generalsekreteraren för Svensk Biblioteksförening Niclas Lindberg myntade i ett inlägg på Twitter begreppet tysthetsnorm och hävdade att denna norm riskerar att stänga ute besökare från biblioteken, något som kritiserades hårt av bland annat Dagens nyheters Erik Helmerson. Debatten om stök på bibliotek har sedan dess start blossat upp med jämna mellanrum, och har ibland anklagats för att bära främlingsfientliga undertoner. Anna Hellgren skrev i Expressen att stöket på bibliotek inte är invandringens fel utan istället skulle sociologiska förklaringar sökas.

### Hot och våld
Enligt fackförbundet DIK år 2017 har fyra av tio bibliotekarier att det förekommit våld på deras arbetsplatser. Detta var en ökning från två år tidigare. I en tidigare rapport konstaterades att 84% av bibliotekarier upplevt aggressivitet ifrån besökare.
I Hässelby villastad stängde biblioteket under eftermiddagar eftersom det då uppsöktes av stökiga ungdomar från utsatta områden som eldade papper, skar i möbler och spillde mat och dryck.

### Debatten om medieurval och gallring
I samband med att Tino Sanandajis bok Massutmaning, gavs ut i februari 2017, uppstod en debatt om att vissa bibliotek hade valt att inte köpa in boken trots önskemål från besökarna. I samband med debatten kring Sanandajis bok hänvisade ledarskribenten Lisa Magnusson till en tidigare undersökning som visade att 155 kommuner hade samhällspolitiska så kallade vänsterböcker i sina bibliotek, medan bara 40 kommuner hade motsvarande så kallade högerböcker.
I juni 2017 blev två kommuner, Falköping och Botkyrka kritiserade av Justitieombudsmannen för att på biblioteket ha nekat fjärrlån av några titlar som ansetts strida mot kommunernas respektive värderingsgrunder. Kort därpå hävdade journalisten Janne Josefsson i Sommar i P1 att biblioteken i Botkyrka kommun av ideologiska skäl gallrat och bränt gamla utgåvor av Astrid Lindgrens Pippi i Söderhavet, ett påstående som Botkyrka kommun bemötte i ett pressmeddelande. Den efterföljande offentliga debatten kom i första hand att handla om detaljerna kring hur böckerna fysiskt hanterades efter att de hade gallrats, inte om att böckerna gallrades på grund av sitt innehåll. Debatten eskalerade genom en längre intervju med kommunens bibliotekschef Anja Dahlstedt i Dagens Nyheter där även JO-kritiken bemöttes, samt genom att radioprogrammet Medierna granskade sakförhållandena bakom påståendet, vilket fick Janne Josefsson att ta tillbaka sitt påstående.

## Lokala debatter

### Stockholm och Mälardalen
I Västerås har Moderaterna 2012 lagt en motion om att driften av stadsbiblioteket skall upphandlas, det vill säga att låta privata företag få erbjuda sig att ta hand om verksamheten.

### Skåne

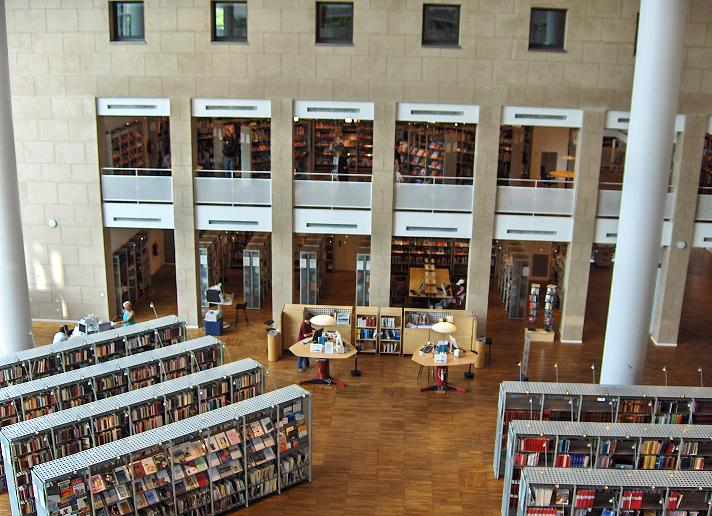
Malmö stadsbibliotek

Hösten 2009 var biblioteksdebatten livlig i Malmö. I början handlade den främst om bokgallring, men efterhand handlade den lika mycket om stadsbibliotekets nya strategi vilken beskrivits i dokumentet ”The Darling Library in the World – ditt liv, dina drömmar, ditt bibliotek.” Debatten drog igång efter ett pressmeddelande från Malmö stadsbibliotek om beslutet att gallra och mala ner 30 ton böcker. I en av artiklarna, publicerad i Sydsvenskan, presenteras ett upprop mot förändringarna. 18 författare kritiserade där särskilt bibliotekschefen Elsebeth Tank, som huvudansvarig för besluten att "bryta upp ämneskompetenta arbetsgrupper, centralisera inköp av litteratur och annat bestånd, arbeta för sponsring och omvandla biblioteket till en kommersialiserad upplevelsepark." I ett svar, undertecknat av 62 bibliotekarier, försvarades dock förändringarna. De framhöll problemen, såsom att biblioteksbesöken minskar liksom läsandet, och vikten av nytänk. Gallring behöver inte vara dåligt, detta eftersom det främjar utlåning och gör bokbeståndet bättre. Dessutom behövs förändringar som gör att bibliotekens roll som mötesplats blir mer central.
Göran Hägglund uttryckte kritik mot gallringarna i en artikel på Newsmill, dels för att klassikerna är viktiga i sig själva och inte bör bli pappersmassa, och dels för att han ogillar idén att de kvarvarande böckerna skall exponeras maximalt så att det blir plats för ännu färre böcker. Sydsvenskans Per Svensson kritiserade det han kallade för  ett "all-inclusive-koncept" där allt handlar om eftergifter till marknaden, om höjda besökssiffror och där biblioteken kan rymma allt från klätterväggar till lägerbål. På det har Tank replikerat att det inte alls är någon sådan eftergift, att allt skall vara fritt och gratis. Rasmus Fleischer gav både ris och ros till Tank, slog ett slag för idén om större diversifiering mellan olika bibliotek och att utgallringsböckerna borde publiceras på internet. Debatten har också inspirerat till uppsatser. I uppsatsen Malmö stadsbibliotek och framtiden analyseras exempelvis bibliotekscheferna Sven Nilsson och Elsebeth Tank, och det konstateras att Nilsson fokuserar på bibliotekets roll som kunskapscenter och socialt center samt sätter samlingarna i centrum, medan Tanks däremot beskrivs som mer förändringsinriktad och att hon vill flytta undan böcker för att få mer rum för andra verksamheter.

### Norrland

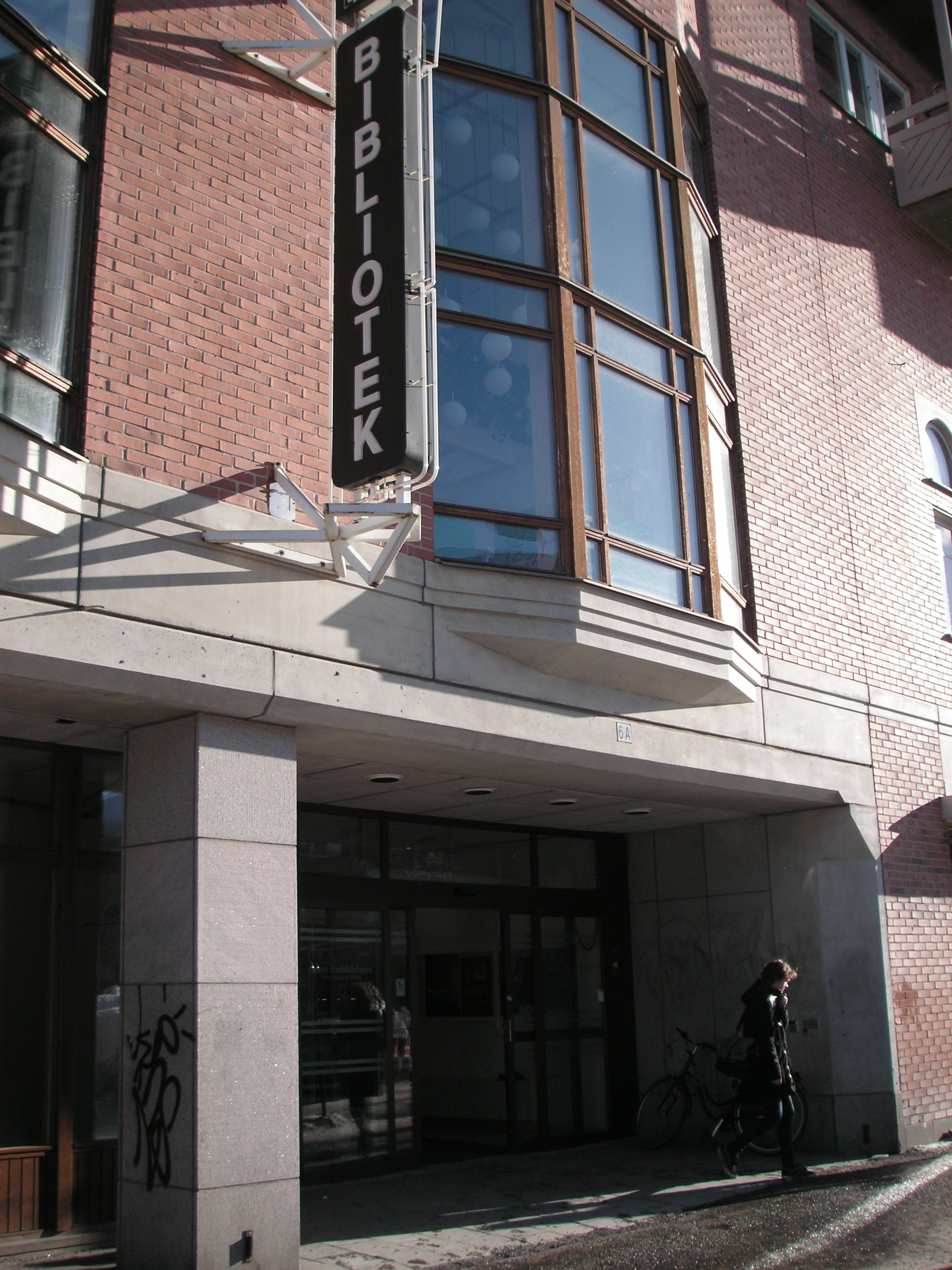
Umeå stadsbibliotek, 2011

I Umeå har frågan om stadsbibliotekets eventuella flytt från Vasaplan till det nya kulturhuset vid älven diskuterats livligt under senare år. Politiska beslut om flytten har tagits, men det har också bildats en protestgrupp. Dessa framhåller på sin webbplats alla nackdelar som de ser med en flytt, bland annat sämre tillgänglighet och högre kostnader. De menar också att kulturhuset behöver biblioteket, inte tvärtom. Arbetarpartiet har också uttryckt starkt kritik och i en motion föreslagit en lokal opinionsundersökning om flytten.